# Upper Corris
Upper Corris är en ort i Storbritannien.   Den ligger i kommunen Gwynedd och riksdelen Wales, i den södra delen av landet, 280 km väster om huvudstaden London. Upper Corris ligger 300 meter över havet och antalet invånare är 200.
Terrängen runt Upper Corris är kuperad. Runt Upper Corris är det ganska glesbefolkat, med 47 invånare per kvadratkilometer. Närmaste större samhälle är Machynlleth, 7,8 km söder om Upper Corris. I omgivningarna runt Upper Corris växer i huvudsak blandskog.